# 朱塞佩·马丁内利
朱塞佩·马丁内利（義大利語：Giuseppe Martinelli，1955年3月11日—），意大利男子自行车运动员。他曾代表意大利参加1976年夏季奥林匹克运动会自行车比赛，获得男子公路赛银牌。